# Cinidon-ethyl
Cinidon-ethyl ist ein Herbizid aus der Klasse der PPO-Hemmer und eine chemische Verbindung aus der Gruppe der N-Phenylphthalimide.

## Wirkung
Cinidon-ethyl wirkt selektiv gegen einjährige Zweikeimblättrige wie Klettenlabkraut, Ehrenpreis und Brennnessel.

## Zulassung
Die EU-Kommission nahm Cinidon-ethyl 2002 in die Liste der zulässigen Pflanzenschutzmittel auf. Eine Verlängerung der bis Ende September 2012 gültigen Zulassung wurde nicht beantragt, so dass die EU-Kommission sie nicht erneuerte. Zugelassene Pflanzenschutzmittel mit Cinidon-ethyl durften bis 31. März 2013 verkauft, bis Ende März 2014 verwendet werden.
In der Schweiz waren mehrere Pflanzenschutzmittel mit Cinidon-ethyl zugelassen, die gegen Unkräuter beim Getreideanbau und zum „Abbrennen“ von Kartoffelfeldern vor der Ernte verwendet werden konnten. Inzwischen sind weder in Deutschland oder Österreich noch in der Schweiz Pflanzenschutzmittel mit diesem Wirkstoff zugelassen.